# Diego Montiquín
Diego Montiquín (14 de julio de 1978, Rosario, Provincia de Santa Fe, Argentina) es un futbolista argentino. Juega de defensor y su club actual es Club Comunicaciones de Buenos Aires.

## Trayectoria
Surgido de las inferiores de D.C.Morning Star de Rosario Newell's Old Boys y Rosario Central. Debutó en Club Atlético Sarmiento en la temporada 2000/01 de la Primera B Metropolitana donde jugó 33 partidos e hizo 6 goles. Luego pasó a Club Atlético Tigre en la temporada 2001/02 de la Primera B Nacional donde descendió. Luego pasó a Almirante Brown en la temporada 2002/2003 actuando en la Primera B metropolitana donde jugó 81 partidos e hizo 4 goles. estuvo hasta la temporada 2004/05. Luego pasó por All Boys en la temporada 2005/06 y por Club Atlético Atlanta en la temporada 2006/07. Paso por Club Atlético El Linqueño y por Club Atlético Estudiantes. Actualmente juega en Club Comunicaciones de Buenos Aires
- Datos: Q5806415